# Mesadenus chiangii
Mesadenus chiangii är en orkidéart som först beskrevs av Marshall Conring Johnston, och fick sitt nu gällande namn av Leslie Andrew Garay. Mesadenus chiangii ingår i släktet Mesadenus och familjen orkidéer. Inga underarter finns listade i Catalogue of Life.